# Лукаші (Броварський район)
Лукаші́ — село в Україні, у Баришівській селищній об'єднаній територіальній громаді Броварського району Київської області. Населення становить 1027 осіб.

## Географія
Розташоване за 19 км на північний схід від смт Баришівка та 58 км до Броварів. Через усе село з півночі на південь повільною течією протікає невеличка річка Сухоберезиця. Завдяки шлюзам Сухоберезиця скоріше не річка, а поєднані між собою ставки з повільною течією.

## Топоніми
В Лукашах нараховується 34 вулиці та 3 провулки.
Вулиці
- Будівельників
- Вишнева (Бабушкіна)
- Гагаріна
- Горнорудна
- Дніпропетровська
- Долгінцівська
- Єдності (Щорса)
- Зарічна
- Західна (Дзержинського)
- Зоряна (Новомосковська)
- Інгулецька
- Індустріальна
- Калинова (Кірова)
- Київська
- Козацька (Жовтнева)
- Криворізька
- Лесі Українки
- Медова (Радянської Міліції)
- Миру (Горького)
- Молодіжна (Комсомольська)
- Набережна
- Павлоградська
- Паркова (Жукова)
- Перемоги (Червоноармійська)
- Поліська (Вонявка)
- Саксаганського
- Соборна (Першотравнева)
- Сонячна (Будьонного)
- Студентська
- Тернівська
- Центральна (Леніна)
- Чича
- Шахтарська
- Шевченка

Провулки
- Луговий
- Степовий
- Центральний

## Населення
Згідно з переписом УРСР 1989 року чисельність наявного населення села становила 1323 особи, з яких 561 чоловік та 762 жінки.
За переписом населення України 2001 року в селі мешкало 1286 осіб.
Мова
Розподіл населення за рідною мовою за даними перепису 2001 року:
| українська | 1271 | 98,84 |
| російська  | 15   | 1,16  |

## Історія

### Засновники села
Село засноване родиною Лукашів — посполитими селянами з Правобережжя в кінці XVI — на початку XVII століття. Родини Лукаша та інші сім'ї були незаможними. Як не дивно, але нащадки засновників у 1767 році через втрату землі були закріпачені у своєму ж селі. У 1753 році Лукаші втрачають власне житло (самостійний двір) і стають підсусідками у посполитих Хотенків, а згодом у рідному селі стають кріпаками.

### Перша писемна згадка
Найдавнішими документальними підтвердженнями існування Лукашів є карта Гійома де Боплана. Її видрукували у Варшаві у 1650 році, там зустрічається село під назвою Łikacz.
У переписній книзі Малоросійського приказу (1666) згадується село Лукашово. У ньому налічувалося 25 дворів: у 17 дворах було 24 вола та 9 коней, 7 дворів було «ґрунтовими» (без орної худоби), а 1 двір був «бобильським» (без землі). Усіх 25 осіб названо поіменно.
Незважаючи на те, що село було засновано посполитими, але в історію Лукаші увійшли як козацьке село. А все тому, що верства козаків складала переважну більшість населення. Перші козаки з'явилися в селі у другій половині XVII століття. Відомі такі козацькі прізвища: Журба, Бутько, Ганжа, Ладан, Мороз, Голінко, Тарасенко, Бей, Шапран, Павленко, Очеретько, Яценко, Рунець, Цись. Із давніх посполитих родів відомі такі прізвища, як Лукаш, Цуран, Шевченко, Хотенко, Хвартушний та інші.

### У складі Березанської сотні

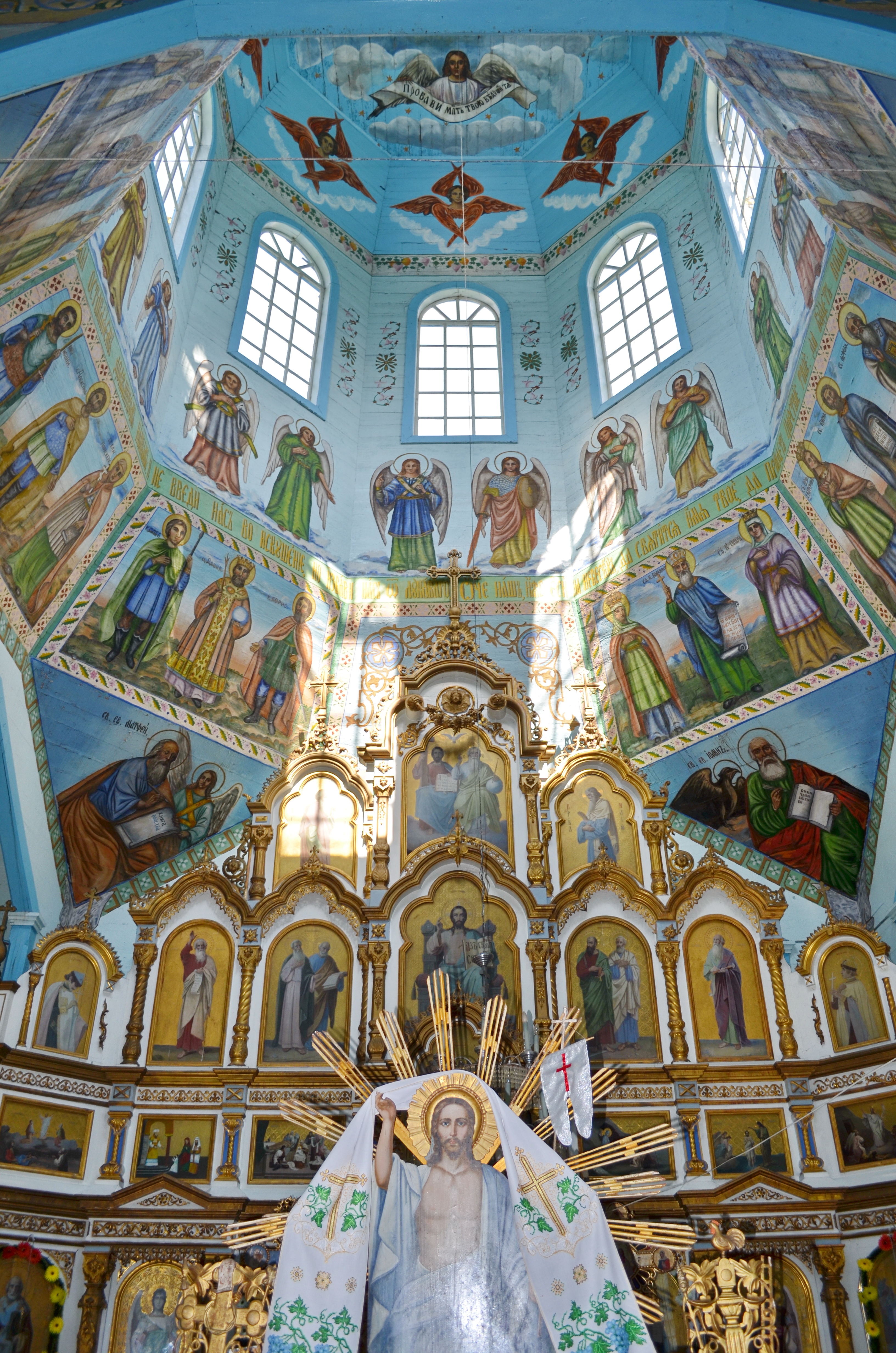
Лукаші. Церква Архистратига Михаїла. 1894—1896 рр.

У XVII столітті Лукаші були приписані до Березанської сотні Переяславського полку. Від 1709 року село починає згадуватися в офіційних документах, що збереглися в державних архівах. Станом на 1716 рік 16 дворів у Лукашах належали нащадкам переяславського полковника Дмитрашка-Райча. У 1752 році в селі було 43 двори і проживали 490 осіб. У 1790 році число дворів зменшилось до 36, хоча населення збільшилось майже удвічі і становило 920 осіб. Це було зумовлено системою подвірного оподаткування. Коли ввели подушне оподаткування, потреба купчитися відпала. У 1801 році в 39 дворах проживало 924 особи, а вже у 1840 році Лукаші складались з 139 дворів, у яких проживало понад 1000 осіб. У 1859 році загальна кількість дворів становила 155, а населення — 1236 осіб.
Є на мапі 1812 року

### Радянська влада в селі
1918 року в селі створені комітет незаможних селян та сільська рада, а 1923 року створене Товариство спільного обробітку землі (ТСОЗ). Перший колгосп у Лукашах з красномовною назвою «Перемога» було утворено у 1928 році. Колективізація в селі була завершена у 1932 році. Рік видався врожайним, але, за свідченням очевидців, дуже дощовим. Скошений та складений хліб почав проростати, верхи кіп стояли зеленими. «Червона мітла» у складі лукашівців Трохимець Соні, Химки Філона, Бодака Йосипа, Журби Пріськи, Цися Семена та інших «вимітала» із дворів селян зерно, одяг, квасолю, рушники, подушки, з місцевої церкви скинули декілька пудових дзвонів. Так розпочалася найтрагічніша сторінка в історії Лукашів — Голодомор 1932—1933 років. За свідченнями старожилів села люди вимирали родинами. Так, в родинах Ладан померло 7 дітей, в Яценків — 2 дорослих та 3 дітей, у Масюка — 3, поряд з ними родина з 10 осіб, Яценка А. — 3. Загалом в Лукашах під час Голодомору 1932—1933 років за різними джерелами померло від 500 до 850 осіб.

Село Лукаші. Братська могила воїнів Радянської Армії, які загинули в роки німецько-радянської війни

Під час німецької окупації багато місцевих жителів влилося до партизанського загону імені Щорса, яким командував Герой Радянського Союзу Олександр Кривець. На фронтах німецько-радянської війни 1941—1945 років загинуло 230 лукашівців, 175 юнаків та дівчат під час окупації насильно вивезено на примусові роботи до Німеччини.
1951 року в селі утворено колгосп імені Кірова. У 1960 році проведено суцільну електрифікацію і радіофікацію села та закладено новий Будинок культури на 500 місць. У березні 1969 року колгосп імені Кірова реорганізований у радгосп імені Леніна з центральною садибою у Лукашах. Першим директором господарства призначено Івана Плюща. На той час радгосп обробляв 8905 га землі, у тому числі 5439 га орної та спеціалізувалося на вирощуванні сільськогосподарських культур, зокрема картоплі і овочів, а також було розвинуте м'ясо-молочне тваринництво. 1986 року, після катастрофи на Чорнобильській АЕС, були добудовані села Лукаші-1 та Лукаші-2.

### В Незалежній Україні
У 1997 році радгосп імені Леніна реорганізовано у КСП «Лукашівське», а від 2002 року — агропромислове ТОВ «Олеандр», згодом — ТОВ «Фірма „Олеандр“», яке діє й донині.

## Економіка
Функціонують підприємства:
- ТОВ «Фірма Олеандр», СТОВ «Лукашівська» — вирощування зернових культур;
- ТОВ «Агрофірма Боровик» — сфера розсадництва;
- ПНПВ «МВК» — виробництво меблів;
- ТОВ «Фермерський двір» — птахівництво.

## Соціальна сфера

### Освіта

#### Шкільництво: історія та сучасність
У XVII столітті в Лукашах діяла церковно-парафіяльна школа. 1880 року в селі відкрито двокласне початкове училище, яке знаходилося на місці нинішнього пам'ятника-меморіалу загиблим односельцям. Наприкінці XIX століття дітей навчав вчитель Коновалов, якого пізніше заарештували за політичну діяльність. До 1917 року на території Переяславського повіту, до якого входило село Лукаші, діяли лише гімназія, комерційне училище та духовна семінарія, що знаходилися у Переяславі. Навчальний рік розпочинався після свята Покрови, тобто з 15 жовтня і тривало до кінця березня. Навчання велося російською мовою. Переважна більшість дітей селян і бідноти не мала змоги вчитися та залишалася неписьменною.
1914 року в Лукашах коштом громади села збудоване приміщення нової школи. Земля під школу була придбана за 900 російських рублів на околиці села. Цеглу для будівництва школи возили із сусіднього села Войкова, де працював цегельний завод. Перші роки навчання у новій школі припали на важкі роки — перша світова війна та громадянська війна в Росії. У цей важкий час багато викладачів київських вишів виїхали на села вчителями. Серед них — Микола Зеров, Михайло Драй-Хмара, які працювали у школах Баришівщини. Працювали в цей час вчителями висококваліфіковані викладачі київських вишів і у Лукашівській вже семирічній школі. У 1920-х роках школа була осередком культурного і громадсько-політичного життя. В школі за участю вчителів працювали авторські гуртки, які ставили п'єси українських драматургів Михайла Старицького, Івана Карпенка-Карого. В школах проходили зібрання сільської громади Лукашів, де гостро і боляче вирішувалося майбутнє села, зокрема колективізація. На той час на вчителів було покладено завдання великої державної ваги — питання ліквідації неписьменності. У вечірній час в школі працювали класи з ліквідації неписьменності серед дорослого населення.
Школа здійснювала патронат над дітьми, батьки, яких стали жертвами голодомору 1932—1933 років. У 1937 році багато вчителів зазнали репресій, серед них був і вчитель Лукашівської школи Мудрак, якого було засуджено на 25 років суворого режиму (покарання відбував у таборах ГУЛАГу). Напередодні початку німецько-радянської війни до школи прийшло молоде поповнення до вчительського колективу з числа випускників вишів. Серед них були й Тур Михайло Прокопович та його дружина Катерина Юхимівна. Згодом Михайла Тура призначили директором школи, але через початок війни він був мобілізований до лав Червоної армії. Також до лав Червоної армії були мобілізовані вчителі Лукашівської школи — Бобошко І. П., Кулага П. С., Павленко І. О., Павленко М. П.
Під час німецької окупації в школі працювали лише 1—4 класи, де вчителювали Гермашенко Марія Дмитрівна та Чич Степан Остапович, який згодом став директором школи. Багато односельців вступили по місцевого партизанського загону. З партизанами був пов'язаний і директор місцевої школи Степан Чич. У 1943 році він разом з дружиною був схоплений німцями і після важких тортур, у вересні того ж року був розстріляний, а його дружину Марію Кузьмівну було поранено. Невдовзі й початкові класи у Лукашівській школі були закриті.
По війні дружина Степана Остаповича разом з сином і дочкою проживали у місті Києві і часто приїжджала до Лукашівської школи, а Чич Степан Остапович похований біля старого приміщення школи. Село повернулось до радянської окупації 21 вересня 1943 року і від того дня у місцевій школі відновився навчальний процес. 1947 року після демобілізації з лав армії до села повернувся Тур Михайло Прокопович, який багато зробив для зміцнення матеріальної бази школи. Він керував Лукашівською школою до 1948 року, згодом переведений на посаду завідувача Баришівським РВНО, далі був секретарем Баришівського РК КПУ та головою Баришівського райвиконкому. Після нього директором школи деякий час працювали Левченко Леонтій Васильович та Джулай Горпина Пилипівна. Тоді ж в селі були збудовані медпункт та будинок під квартири вчителям, а згодом й шкільний інтернат. 1950 року школа стала середньою. У 1951—1952 роках директором Лукашівської школи працював Духота Леонід Арсенович, у 1952—1956 роках — Кальний Анатолій Антонович, у 1956—1982 роках — Кулик Василь Йосипович, у 1982—1986 роках — Яценко Дмитро Андрійович.
Найбільшим лихом для України наприкінці XX століття стала катастрофа на Чорнобильській АЕС 1986 року і село Лукаші стало рідним для людей багатьох сіл Чорнобильського району. Тоді постало питання будівництва нового приміщення школи. Голова виконавчого комітету Київської обласної ради народних депутатів Іван Плющ спільно з головою Президії Верховної Ради Української РСР Валентиною Шевченко та завідувачем Київським облВНО Виговським Ю. І. відвідали Лукашівську середню школу та за результатами відвідин дали згоду на будівництво нової школи. Будівництво приміщення нової школи розпочалося навесні 1987 року в центрі села й до грудня того ж року силами будівельних бригад міста Дніпропетровська школа була споруджена і вже 1 вересня 1988 року вона прийняла своїх перших учнів. У 1988—1995 роках при Лукашівській середній школі діяла філія БаришівськоЇ музичної школи, де клас баяна та фортепіано викладали досвідчені педагоги Павленко В. П., Голков Л. І., Алексєєва О. В. При школі діяли предметні гуртки (математичний, фізичний, історико-краєзнавчий, хімічний, літературний та інші). Працював вокальний ансамбль, хор. Учні-учасники художньої самодіяльності неодноразово були переможцями районних та обласних конкурсів-оглядів. Від 1994 року й донині Лукашівську загальноосвітню школу І—III ступенів очолює Руденко Олександр Петрович. У 2000-х роках отримала статус навчально-виховного комплексу — Лукашівський НВК «загальноосвітня школа І—III ступенів — дитячий садок» Баришівської селищної ради.

## Охорона здоров'я
В селі працює два фельдшерсько-акушерських пункти.

## Транспорт
Функціонує автобусне сполучення зі столицею та районним центром. Село розташоване при автошляху Київ — Згурівка з відгалуженням на Баришівку. Відстань до найближчої залізничної станції Баришівка складає 18 км.

## Історичні пам'ятки
- Церква святого Архістратига Михаїла, збудована у 1894—1896 роках. Дерев'яна. Належить громаді ПЦУ села Лукаші.

- Пам'ятний хрест жертвам Голодомору 1932—1933 років, встановлений на сільському цвинтарі у 1993 році[14].
- Меморіал «Батьківщина-мати» на гранітних плитах якого викарбувані імена односельців, які загинули у німецько-радянській війні 1941—1945 років[14].
- Пам'ятник «Воїну-визволителю» на місці поховання радянських солдат, які загинули при визволенні села у 1943 році[14]. На прямокутному постаменті встановлена скульптура воїна у шинелі, за плечима — плащ-накидка, у касці, у руках — автомат. Скульптура — з залізобетону, постамент — цегляний, оцементований.
- поселення пізньотрипільської і черняхівської культур, поселення II тисячоліття до Різдва Христового, а також три поселення часів Київської Русі.

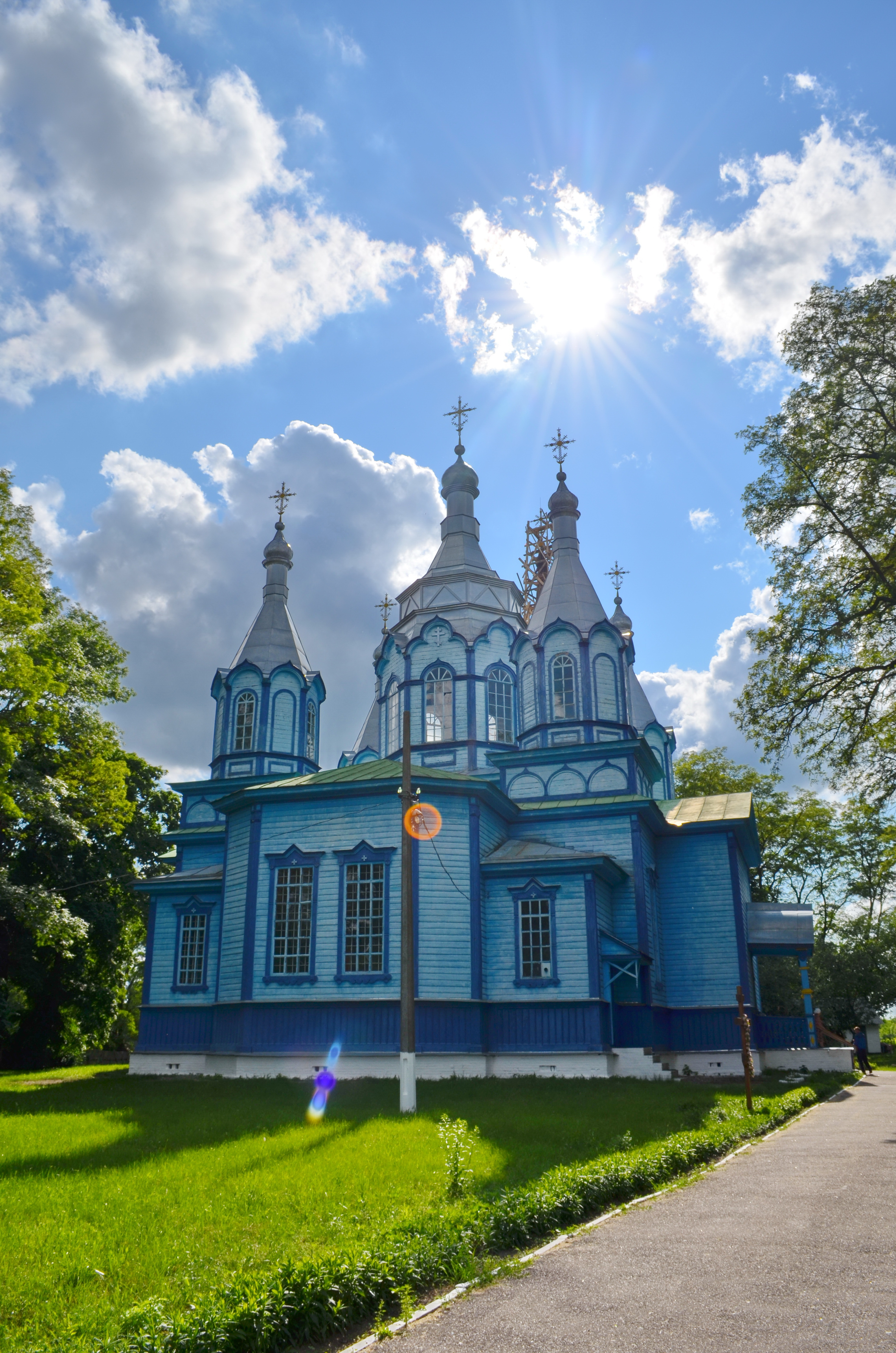
Церква святого Архістратига Михаїла (XIX століття)

## Відомі люди
- Плющ Іван Степанович — український державний діяч, двічі голова Верховної Ради України, Секретар Ради національної безпеки і оборони, Герой України. У 1967—1969 роках працював головою колгоспу імені Кірова та директором радгоспу імені Леніна села Лукаші[14].
- Рабчевський Василь Миколайович (1905— ?) — український громадський діяч у Харбіні (Китай)